# Lamaika distincta
Lamaika distincta är en spindelart som beskrevs av Griswold 1990. Lamaika distincta ingår i släktet Lamaika och familjen Phyxelididae. Inga underarter finns listade i Catalogue of Life.